# Ус Василь Родіонович
Василь Родіонович Ус (Вус) (рік народження невідомий) — літо 1671, Астрахань) — донський козак, один з керівників Селянської війни 1670—1671 років у Московії на чолі з Степаном Разіним.

## Життєпис
У травні 1666 року очолив похід голоти до Москви з метою просити призначення на царську військову службу. Поблизу Тули організував табір, куди збігалися селяни і холопи. Повстанський рух охопив багато повітів півдня країни і прийняв антифеодальний характер. Побоюючись посланого проти нього загону Ю. Н. Барятинського, Ус відвів свій загін на Дон, де на вимогу царського уряду був підданий козачим військовим кругом покаранню. Навесні 1670 року Ус зі своїм загоном приєднався на Доні до повстанського війська і став найближчим соратником Разіна . Під час наступу на Царицин і Чорний Яр він командував флотилією (стругами). При взятті Астрахані в 1670 році командував одним із загонів. Після відходу повстанського війська вгору по Волзі залишився в місті отаманом.
Помер влітку 1671 року.